# Up Where We Belong
"Up Where We Belong" is een prijswinnend nummer uit de film An Officer and a Gentleman uit 1982. Het nummer werd geschreven door Jack Nitzsche en Buffy Sainte-Marie met tekst van Will Jennings, en werd uitgevoerd door Joe Cocker en Jennifer Warnes.

## Hitlijsten en prijzen
De single was een succes in de Verenigde Staten, waar het drie weken op nummer 1 in de Billboard Hot 100 stond, vanaf 6 november 1982. In andere landen was het nummer minder populair: in het Verenigd Koninkrijk bleef de single steken op nummer 7, in Nederland kwam hij niet verder dan de tipparade.
"Up Where We Belong" won in 1983 de Golden Globe Award voor beste originele nummer en de Academy Award voor Beste Originele Nummer. Het won ook een BAFTA voor Beste Originele Nummer in 1984. Cocker en Warnes wonnen de Grammy Award voor Beste popnummer van een duo of groep met zang.
Producer Don Simpson had geprobeerd het nummer te verwijderen uit de film An Officer and a Gentleman, omdat hij het nummer niet goed vond, en dacht dat het geen hit zou zijn.

## Covers
Het nummer is vele malen gecoverd. Hieronder een selectie.
- Buffy Sainte-Marie, die het nummer schreef, maakte een cover van het nummer voor haar eigen album Up Where We Belong[2] en de televisie-uitzending met dezelfde naam.[3]
- BeBe & CeCe Winans hebben een christelijke versie van het nummer opgenomen, waarbij de tekst "Love lift us up..." vervangen werd door "Lord, lift us up...".
- Nell Carter en Andy Gibb coverden het nummer voor het televisieprogramma Gimme a Break!.
- Een cover werd gebruikt in de aflevering Life on the Fast Lane van The Simpsons, waarin een scène de film An Officer and a Gentleman parodieerde.
- Bo Bice en Carrie Underwood zongen het nummer als duet in American Idol.
- Hans Vermeulen en Sandra Reemer zongen het in 1998 onder de titel De mooiste droom is vogelvrij.
- Het nummer werd gebruikt in de South Park-aflevering Erection Day.

## NPO Radio 2 Top 2000
| Nummer met noteringen in de NPO Radio 2 Top 2000 | '99 | '00  | '01  | '02  | '03  | '04  | '05  | '06  | '07  | '08  | '09  | '10  | '11  | '12  | '13  | '14  | '15  | '16  | '17  | '18  | '19  | '20  | '21  | '22  | '23  | '24  |
| ------------------------------------------------ | --- | ---- | ---- | ---- | ---- | ---- | ---- | ---- | ---- | ---- | ---- | ---- | ---- | ---- | ---- | ---- | ---- | ---- | ---- | ---- | ---- | ---- | ---- | ---- | ---- | ---- |
| Up Where We Belong                               | 869 | 1195 | 1023 | 1195 | 1429 | 1224 | 1356 | 1426 | 1373 | 1344 | 1747 | 1764 | 1834 | 1852 | 1810 | 1743 | 1837 | 1868 | 1833 | 1854 | 1733 | 1631 | 1637 | 1913 | 1977 | 1814 |

1. ↑  Een vetgedrukt getal geeft de hoogste notering aan.